# Loxodocus palloranus
Loxodocus palloranus là một loài tò vò trong họ Ichneumonidae.